# Tommy (trilha sonora)
Tommy é uma trilha sonora gravada pela banda de rock britânica The Who em colaboração com diversos artistas para o filme homônimo de 1975 dirigido por Ken Russell. Baseada no álbum original de 1969, foi produzida por Pete Townshend.

## Faixas
Todas as canções compostas por Pete Townshend, exceto "Eyesight to the Blind" por Willie "Sonny Boy" Williamson, "Cousin Kevin" e "Fiddle About" por John Entwistle, e "Tommy's Holiday Camp" por Keith Moon. Os vocais principais são indicados em parênteses, em ordem de aparição.
1. "Overture from Tommy" (instrumental) – 5:01 (apenas no lançamento em CD)

Lado um do LP (CD 1)
1. "Prologue - 1945" (instrumental) – 2:55
2. "Captain Walker/It's a Boy" (Pete Townshend, Margo Newman e Vicki Brown) – 2:38
3. "Bernie's Holiday Camp" (Oliver Reed, Alison Dowling e Ann-Margret) – 3:42
4. "1951/What about the Boy?" (Ann-Margret e Oliver Reed) – 2:49
5. "Amazing Journey" (Pete Townshend) – 3:19
6. "Christmas" (Ann-Margret, Alison Dowling e Oliver Reed) – 3:59
7. "Eyesight to the Blind" (Eric Clapton) – 3:21

Lado dois do LP  (CD 1)
1. "The Acid Queen" (Tina Turner) – 3:47
2. "Do You Think It's Alright? (1)" (Ann-Margret e Oliver Reed) – 0:57
3. "Cousin Kevin" (Paul Nicholas) – 3:07
4. "Do You Think It's Alright? (2)" (Ann-Margret e Oliver Reed) – 0:46
5. "Fiddle About" (Keith Moon) – 1:40
6. "Do You Think It's Alright? (3)" (Ann-Margret e Oliver Reed) – 0:29
7. "Sparks" (instrumental) – 3:07
8. "Extra, Extra, Extra" (Simon Townshend) – 0:37
9. "Pinball Wizard" (Elton John) – 5:22

Lado três do LP (CD 2)
1. "Champagne" (Ann-Margret e Roger Daltrey) – 4:43
2. "There's a Doctor" (Oliver Reed e Ann-Margret) – 0:29
3. "Go to the Mirror" (Jack Nicholson, Roger Daltrey e Ann-Margret) – 3:49
4. "Tommy, Can You Hear Me?" (Ann-Margret) – 0:55
5. "Smash the Mirror!" (Ann-Margret) – 1:22
6. "I'm Free" (Roger Daltrey) – 2:36
7. "Mother and Son" (Ann-Margret e Roger Daltrey) – 2:36
8. "Sensation" (Roger Daltrey) – 2:49

Lado quatro do LP (CD 2)
1. "Miracle Cure" (Simon Townshend) – 0:23
2. "Sally Simpson" (Pete Townshend e Roger Daltrey) – 5:38
3. "Welcome" (Roger Daltrey, Ann-Margret e Oliver Reed) – 4:15
4. "T.V. Studio" (Ann-Margret e Oliver Reed) – 1:14
5. "Tommy's Holiday Camp" (Keith Moon) – 1:29
6. "We're Not Gonna Take It" (Roger Daltrey e coral) – 4:46
7. "See Me, Feel Me/Listening to You" (Roger Daltrey e coral) – 4:19